# 施坦登比尔
施坦登比尔是德国莱茵兰-普法尔茨州的一个市镇。总面积1.25平方公里，总人口208人，其中男性103人，女性105人（2011年12月31日），人口密度166人/平方公里。